# 諏訪古墳
諏訪古墳（すわこふん）は、宮城県黒川郡大郷町粕川に作られた円墳である。古墳時代中期から後期にかけて、5世紀 - 6世紀に作られたとみられている。多賀城が出来る300年ほど前の墓である。海老沢古墳とも呼ばれる。

## 概要
松島丘陵の西側（黒川郡部分）で、吉田川の南にある丘陵の麓にある。5 - 6世紀の築造とみられており、下壇、肩の部分、その内側に埴輪をめぐらした中期古墳である。中央の船底型に窪んだところが木棺に埋葬者を収めて葬ったところで、棺の上に粘土を詰めた上で、円形に白色粘土を置き、更にその上に、あさがお型、つぼ型の埴輪を立て並べてあったという。現況はほぼ完全な形の円形で丸底のフライパンをひっくり返したような形で、原野として残っていて、幅3m、深さ1.2mのV字形の周堀がめぐる。周辺の地形と合わせて全体を見ると、界隈では最も高いところで、今は民家の水田の一角にあって、大郷町指定文化財となっている。

## 埴輪
埴輪は地元近辺で焼いて作られたもので、関西方面の埴輪と同じく、肩の直径が20cm、上の縁で30cm、高さが40cmほどある。他にあさがお型、つぼ型の埴輪も出土している。人形や動物型埴輪よりも古い時代の物である。